# 丸山雄樹
丸山 雄樹（まるやま ゆうき、1988年 - ）は、日本の医師、医学博士。泌尿器科専門医。
専攻は医学（特に尿路性器感染症、排尿機能学、腎移植など）、岡山県岡山市出身。
第72回 西日本泌尿器科学会総会 ヤングウロロジストリサーチコンテストにて最優秀賞とベストオーディエンス賞をダブル受賞。
第109回 日本泌尿器科学会総会 総会賞ポスター受賞。

## 経歴
- 2007年 - 岡山県立岡山朝日高等学校卒業
- 2014年 - 岡山大学医学部医学科卒業
- 2016年 - 岡山大学病院泌尿器科 後期レジデント
- 2017年 - 岡山大学大学院医歯薬学総合研究科 入学
- 2017年 - 岡山大学病院泌尿器科 医員
- 2021年 - 岡山大学大学院医歯薬学総合研究科 修了
- 2022年 - 岡山大学病院泌尿器科 研究助教
- 2023年 - Cleveland Clinic 研究員